# Caserío Erregiñenea
El caserío Erregiñenea en Gaztelu (Provincia de Guipúzcoa, España) es un caserío situado sobre una amplia loma, cercano al S del casco rural de Gaztelu.

## Descripción
Es de planta rectangular, con cubierta de madera a dos aguas, cumbrera perpendicular a la fachada principal, de orientación E. Altura de dos plantas y desván; sótano en el sector S del caserío, aprovechando el desnivel del terreno. Los muros son de mampostería vista con los cuatro esquinales de sillar. Casi todos los vanos están recercados en sillería. La fachada principal presenta una puerta de acceso en arco de medio punto dovelado. Otra puerta dintelada da acceso al sótano. En planta baja presenta cuatro huecos de ventana. En planta primera, otros cuatro y bajo el hastial, un ojo de buey recercado en sillería. La fachada S presenta tres huecos de ventana a la altura de la planta baja y ventanucos a la altura de la bodega. La fachada N, de poca altura, no presenta vanos. En la fachada trasera oeste, existe una tejabana aneja adosada.
La planta del edificio presenta tres crujías e E a W y cinco de N a S. En la parte central, cuatro postes enterizos ensamblados con sus vigas y tornapuntas, centrados sobre sendas zapatas de piedra que sostienen la primera planta y desván, dos muros de carga laterales (perpendiculares a la fachada principal E) construidos en mampostería, presentando una cuadra de ganado en el sector N y una vivienda que, en sus bajos, está ocupada por el sótano en el sector S. La tejabana adosada a la fachada oeste no se considera parte del monumento.